# أفليبيرسيبت
افليبيرسيبت هو دواء صيدلاني بيولوجي اخترعه Regeneron Pharmaceuticals ، تمت الموافقة عليه في الولايات المتحدة وأوروبا لعلاج التنكس البقعي الرطب تحت الاسم التجاري Eylea ، ولسرطان القولون والمستقيم المنتشر مثل Zaltrap. والمادة الفعالة في Zaltrap ، تسمى ziv-aflibercept في الولايات المتحدة.
وهو مثبط لعامل نمو بطانة الأوعية الدموية (VEGF).
يجري تطوير Aflibercept لعلاج السرطان من قبل Sanofi و Regeneron بموجب اتفاق تم توقيعه في عام 2003، ويجري تطويره بشكل متطور لأمراض العيون بواسطة Bayer HealthCare و Regeneron بموجب اتفاق تم توقيعه في عام 2006.

## التركيبة
هو بروتين الاندماج المؤتلف الذي يتكون من عامل نمو بطانة الأوعية الدموية (VEGF) - المرتبط باجزاء من خارج الخلية لمستقبلات VEGF البشرية 1 و 2، والتي تندمج مع جزء Fc من الغلوبولين المناعي البشري.

## المؤشرات وطريقة التناول
يتم إعطاء ايليا، وهي تركيبة لعلاج الضمور البقعي الرطب، كحقن داخل الجسم، وهذا هو، في العين. يتم إعطاء زالتراب لعلاج السرطان، عن طريق الوريد مع أدوية السرطان الأخرى 5-فلورويورسيل وارينوتيكان وحمض الفولينيك المساعد.
في 27 أغسطس 2014، أشارت إيليا أيضًا إلى علاج المرضى الذين يعانون من ضعف البصر بسبب الوذمة البولية لمرض السكري، وفقًا للموجز المحدّث لخصائص المنتج.

## موانع الاستخدام
يمنع استخدام ايليا في المرضى الذين يعانون من العدوى، الاتهابات النشطة أو بالقرب من العين. بينما زالتراب ليس له أي موانع.

## الاثار السلبية
الآثار السلبية الشائعة لتكوينة العين تشمل النزف الملتحمي، ألم في العين، إعتام عدسة العين، انفصال الجسم الزجاجي، العوامات، وارتفاع ضغط الدم في العين.
زالتراب له تأثيرات ضارة نموذجية كونه من الأدوية المضادة للسرطان، مثل انخفاض عدد خلايا الدم (نقص الكريات البيض، قلة العدلات، نقص الصفيحات)، واضطرابات الجهاز الهضمي مثل الإسهال وآلام البطن، والتعب. تأثير آخر شائع هو ارتفاع ضغط الدم.

## التفاعلات
لا يوجد أي تفاعلات موصوفه لكلا التركيبتين.

## طريقة العمل
في التنكس البقعي الرطب، تنمو الأوعية الدموية الشاذة في المشيمية، وهي طبقة من الشعيرات الدموية في العين، مما يؤدي إلى تسرب الدم والبروتين تحت البقعة.
تحتاج الأورام إلى أوعية دموية تنبت داخلها عندما تصبح أكبر من بضعة مليمترات، من أجل الحصول على الأكسجين والمواد الغذائية لتسهيل المزيد من النمو.
يرتبط افليبيرسيبت ب VEGFs ويتصرف مثل فخ ل VEGF . وبذلك يمنع نشاط عامل نمو الخلايا البطانية الوعائية VEGF-A و VEGF-B ، وكذلك عامل نمو المشيمة (PGF)، مما يعوق نمو أوعية دموية جديدة في الشوريوكابيليا أو الورم، على التوالي. الهدف من علاج السرطان، إذا جاز التعبير، هو تجويع الورم.

## التاريخ
بدأ ريجينيرون الاختبار السريري للافليبيرسبت في السرطان في عام 2001. في عام 2003، وقعت ريجينون صفقة رئيسية مع Aventis لتطوير افليبيرسيبت في مجال السرطان. في عام 2004، بدأت ريجينيرون في اختبار المركب، الذي تم توصيله محليًا، في أمراض العين التكاثريّة، وفي عام 2006 وقع ريجينيرون وباير اتفاقًا لتطوير مؤشراته المرتبطه بالعين.

## التجارب السريرية
في مارس 2011 ذكرت ريجينيرون أن افليبيرسيبت فشل في مرحلة من مراحل اعتماده لعلاج السرطانية الرئوية غير الصغيرة الخلايا.
في أبريل 2011 ذكرت Regeneron أن افليبيرسيبت تحسين نقطة النهاية الأولية للبقاء على قيد الحياة بشكل عام في التجربة السريرية مرحلة 3 Velor لعلاج الخط الثاني لسرطان القولون والمستقيم المنتشر (mCRC] .
كان افليبيرسيبت أيضا في المرحلة الثالثة من التجربة لسرطان البروستاتا النقيلي المقاوم للصهر حتى أبريل 2011.
فحصت مراجعة كوكرين 2016 العوائد التي تقارن بين افليبيرسيبت مقابل حقن رانيبيزوماب في أكثر من 2400 مريض مع AMD الأوعية الدموية، من تجربتين واقعيتين ذوات شواهد. أسفرت كل من خيارات العلاج عن تحسينات مماثلة في حدة البصر والنتائج المورفولوجية الشكلية في المرضى، على الرغم من أن المؤلفين لاحظوا أن نظام العلاج ب افليبيرسيبت لديه القدرة على تقليل عبءو مخاطر العلاج بالحقن.
تم تحديث مراجعة عام 2017 لدراسة تأثيرات الأدوية المضادة لل VEGF على الوذمة البقعية السكري وجدت أنه في حين أن العلاجات الثلاثة جميعها تتمتع بمزايا أكثر من العلاج بالليزر، كان هناك أدلة معتدلة على أن افليبيرسيبت يفضل بشكل كبير في جميع نتائج الفعالية المقاسة على رانيبيزوماب وبيفاسيزوماب، بعد واحد العام.

## الموافقات
في نوفمبر 2011 وافقت إدارة الغذاء والدواء الأمريكية (FDA) على ايليا /افليبيرسيبت لعلاج التنكس البقعي الرطب.
في 3 أغسطس 2012، وافقت إدارة الأغذية والأدوية FDA على زالتراب لاستخدامها مع 5-فلولرويوراسيل وحمض الفولينيك وايرينويكان لعلاج البالغين الذين يعانون من سرطان القولون والمستقيم المنتشر الذي يكون مقاومًا أو يتقدم بعد اتباع نظام محتوي على أكساليبلاتين. لتجنب الارتباك مع Eylea ، خصصت FDA اسماً جديداً، ziv-aflibercept ، تبعا لاسم المادة الفعالة فيه.
(
في نوفمبر 2012 وافقت وكالة الأدوية الأوروبية (EMA) على افليبيرسيبت لعلاج الضمور البقعي الرطب.
في 1 فبراير 2013، منحت المفوضية الأوروبية تصريح تسويقا صالحًا في جميع أنحاء الاتحاد الأوروبي لعلاج البالغين المصابين بسرطان القولون المنتشر النقي الذي لم ينجح العلاج الذي يعتمد على اوكساليبلاتين أو أصبح السرطان أسوأ، بالإضافة إلى الأدوية الأخرى المذكورة أعلاه.

## السداد
في 12 مارس 2015، كان افليبيرسبت واحدًا من مجموعة أدوية تم شطبها من صندوق مكافحة السرطان في المملكة المتحدة.